# 車両の通行側
本稿車両の通行側（しゃりょうのつうこうがわ）では、車両（自動車、自転車など）が道路を通行する際に、進行方向に向かって右側、左側のどちら側を通行するよう定められているか、つまり右側通行か左側通行か、について記述する。

## 概要
車両は、進行方向に向かい、原則として（道路中央よりも）左側（左寄り）の部分を通行しなければならないとする左側通行と、それとは逆に、車両は原則として（道路中央よりも）右側（右寄り）の部分を通行しなければならないとする右側通行とがある。英語で左側通行はLeft-hand traffic（LHT）といい、右側通行は Right-hand traffic（RHT）という。 

### 世界の概況

↑↓車両の左側通行を行っている地域
↓↑車両の右側通行を行っている地域

全世界的には右側通行を採用している国が多い。人口比では左側通行と右側通行の比率が34:66で、道路の総延長距離では27.5:72.5になる。
1国の領内でも地域によって通行区分が異なる場合がある。中国返還後の香港（1997年〜）ならびに中国返還後のマカオ（1999年〜）、アメリカ領ヴァージン諸島は、本国が右側通行の国家でありながら例外的に左側通行を採用している。これに対し、本国が左側通行であるイギリス領のジブラルタルは右側通行を採用している。日本の沖縄県も、かつて右側通行の時期があった（後述）。
左右通行区分が異なる国家同士を道路で結ぶ場合、タイ（左側）とラオス（右側）を結ぶ橋は2本あるが、1本目のタイ=ラオス友好橋は左側通行であり、通行区分を逆転させるためにラオス側手前で上下線が平面交差によって入れ替わる構造になっている。一方、2本目の第2タイ=ラオス友好橋は右側通行であり、タイ側で上下線が平面交差によって入れ替わっている。

#### 左側通行

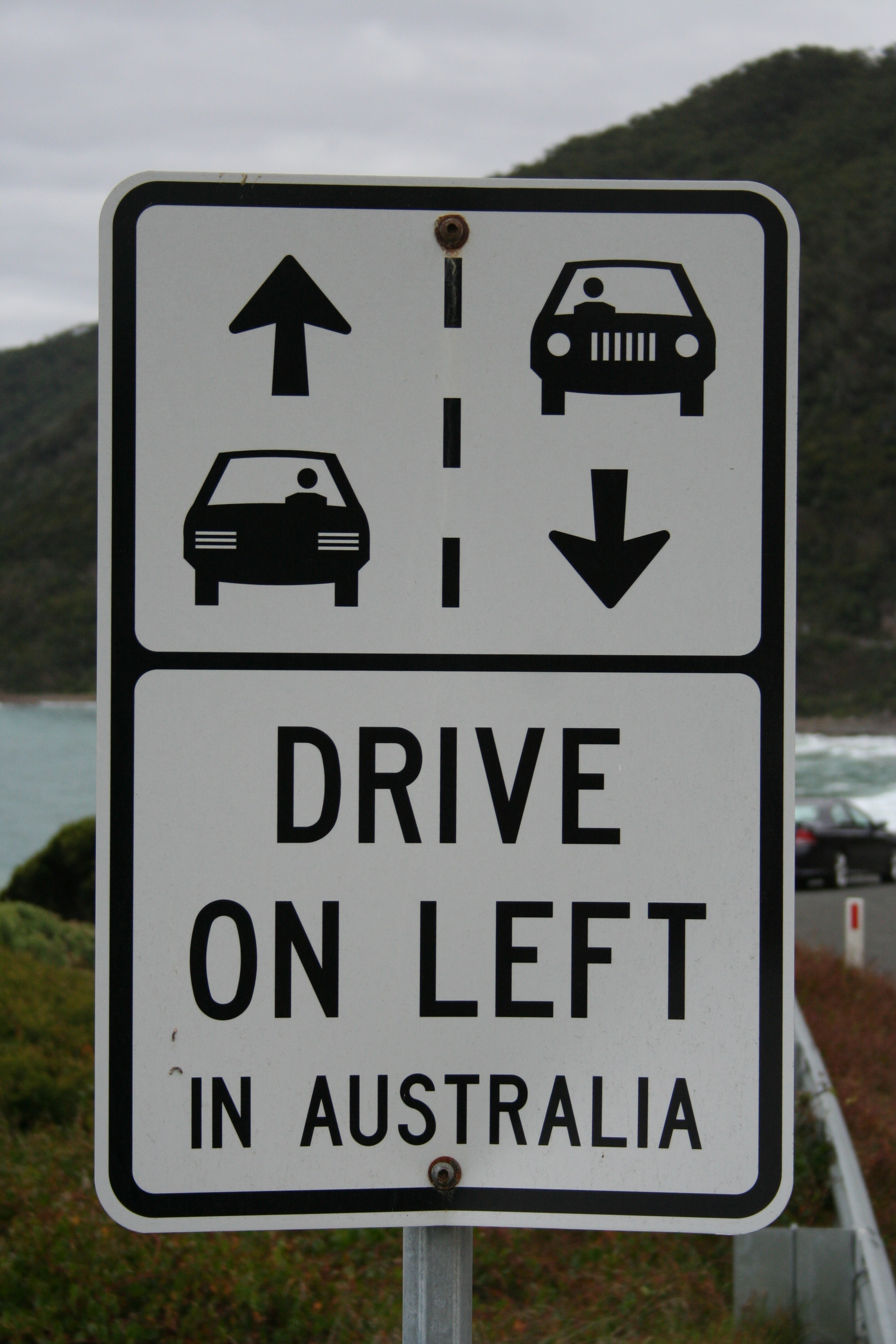
オーストラリアは左側通行であるとドライバーに認識させるための標識。オーストラリアはアメリカなど右側通行の国々からの旅行者が多く、レンタカーなど借りて、つい右側通行して正面衝突事故が発生しがちなので、このような標識が設置されている。

- イギリスおよび一部を除く旧イギリス領。具体的には、 アイルランド、 香港など[2]。
- 一部を除くイギリス連邦加盟国。具体的には、 マルタ、 キプロス、 ケニア、 南アフリカ共和国、 パキスタン、 インド、 マレーシア、 シンガポール、 ブルネイ、 オーストラリア、 ニュージーランド、 バハマ、 ジャマイカ、 ガイアナなど。

以上のように、イギリスの影響を受けた国や地域が多い。また、かつてオランダの植民地であった インドネシアと スリナム、かつてポルトガルの植民地であった モザンビーク、 東ティモール、および マカオは、本国が右側通行に変更した後も引き続き左側通行を維持している。
その他で左側通行を採用している国や地域は、 日本、 タイなどである。

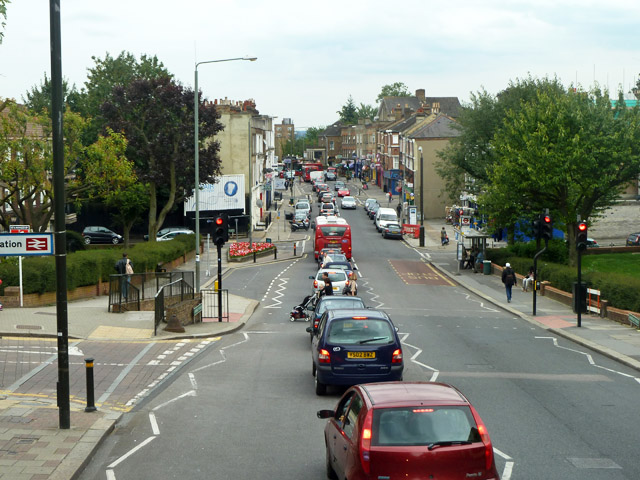
車両の左側通行（イギリス）
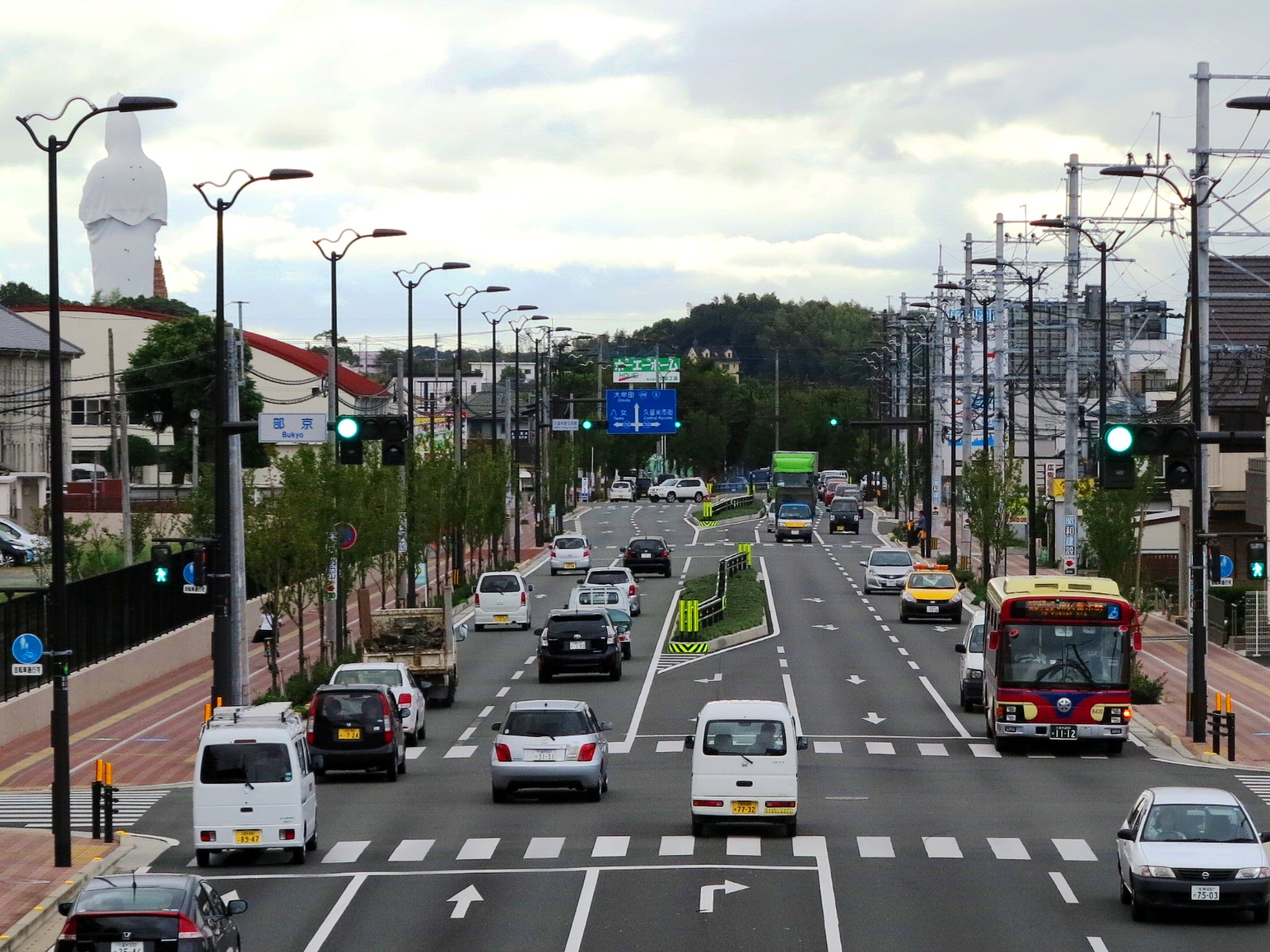
車両の左側通行（日本）

#### 右側通行

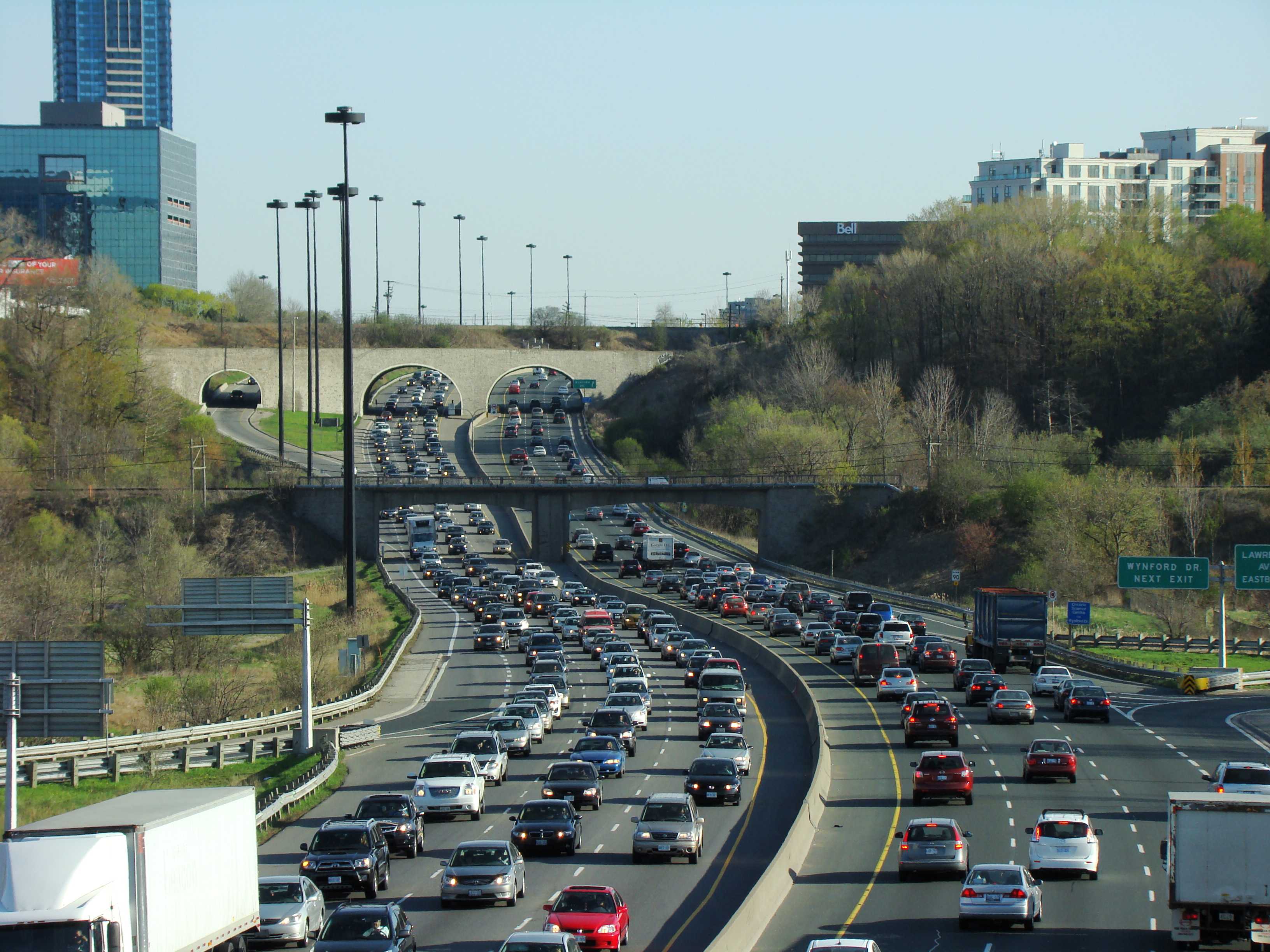
車両の右側通行（カナダ）

- 一部を除く北アメリカ州の諸国。具体的には、 カナダ、 アメリカ合衆国、 メキシコ、 コスタリカ、 パナマなど[2]。
- ヨーロッパ州の諸国。具体的には、 ドイツ、 フランス、 スイス、 スペイン、 イタリアなど。
- かつてフランス領インドシナであったインドシナ三国（ ベトナム、 ラオス、 カンボジア）。
- イスラエル、 サウジアラビア。
- ロシア、CIS諸国。
- ペルー、 ブラジル。
- モンゴル、朝鮮半島の2か国（ 北朝鮮と 韓国）、 中華民国 中国（香港とマカオは除く）、 ミャンマーなどがある[2]。

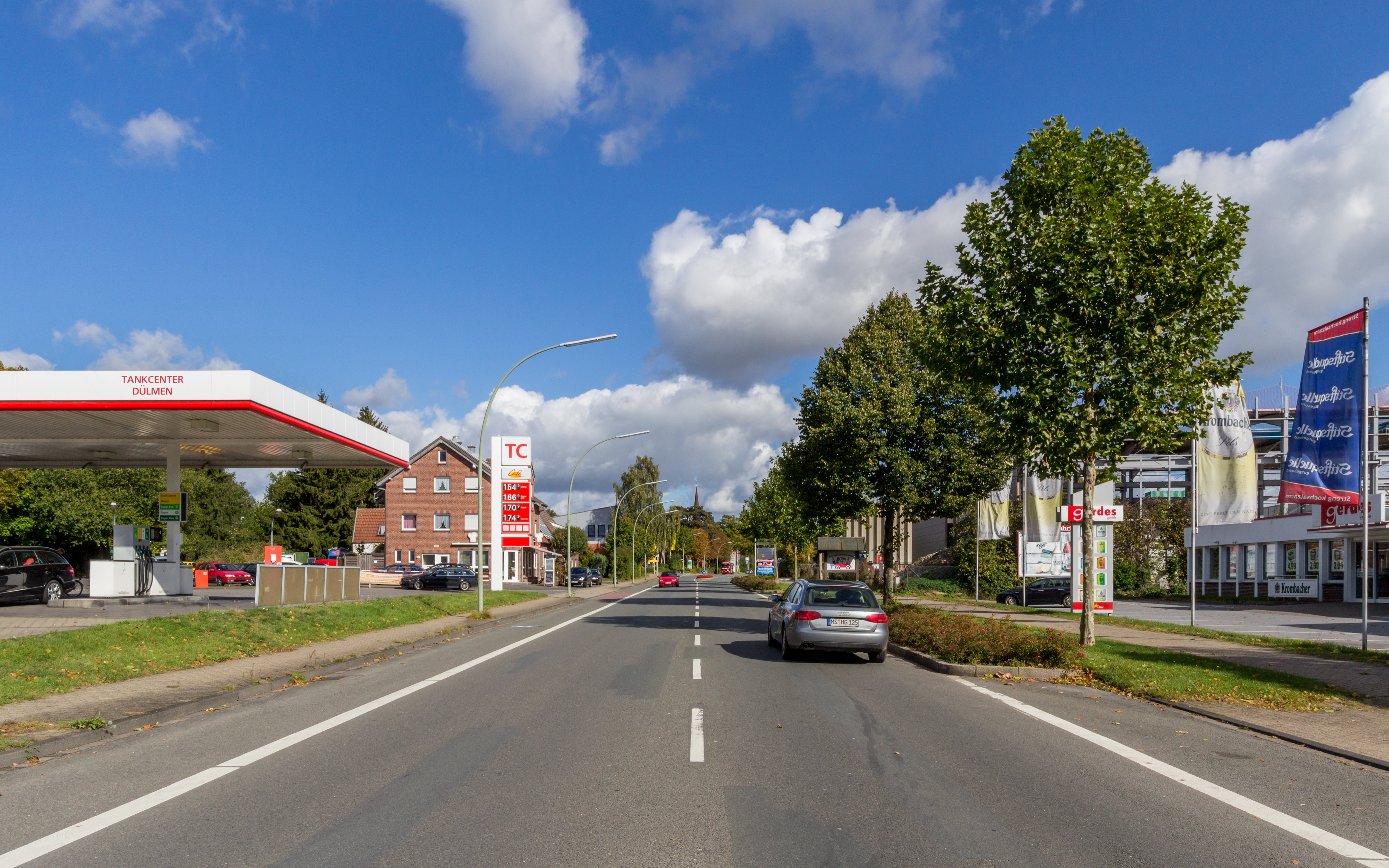
ドイツ
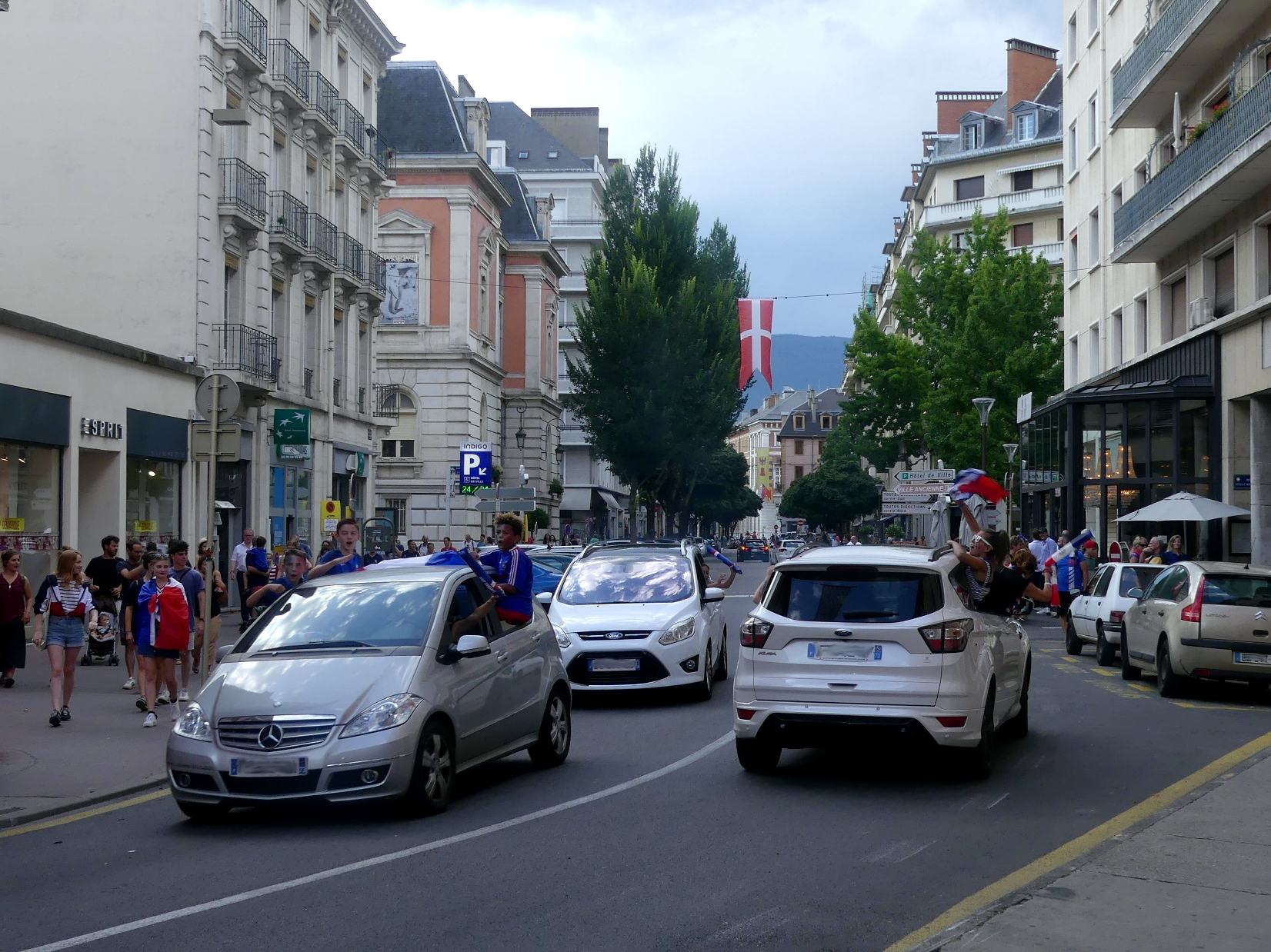
フランス
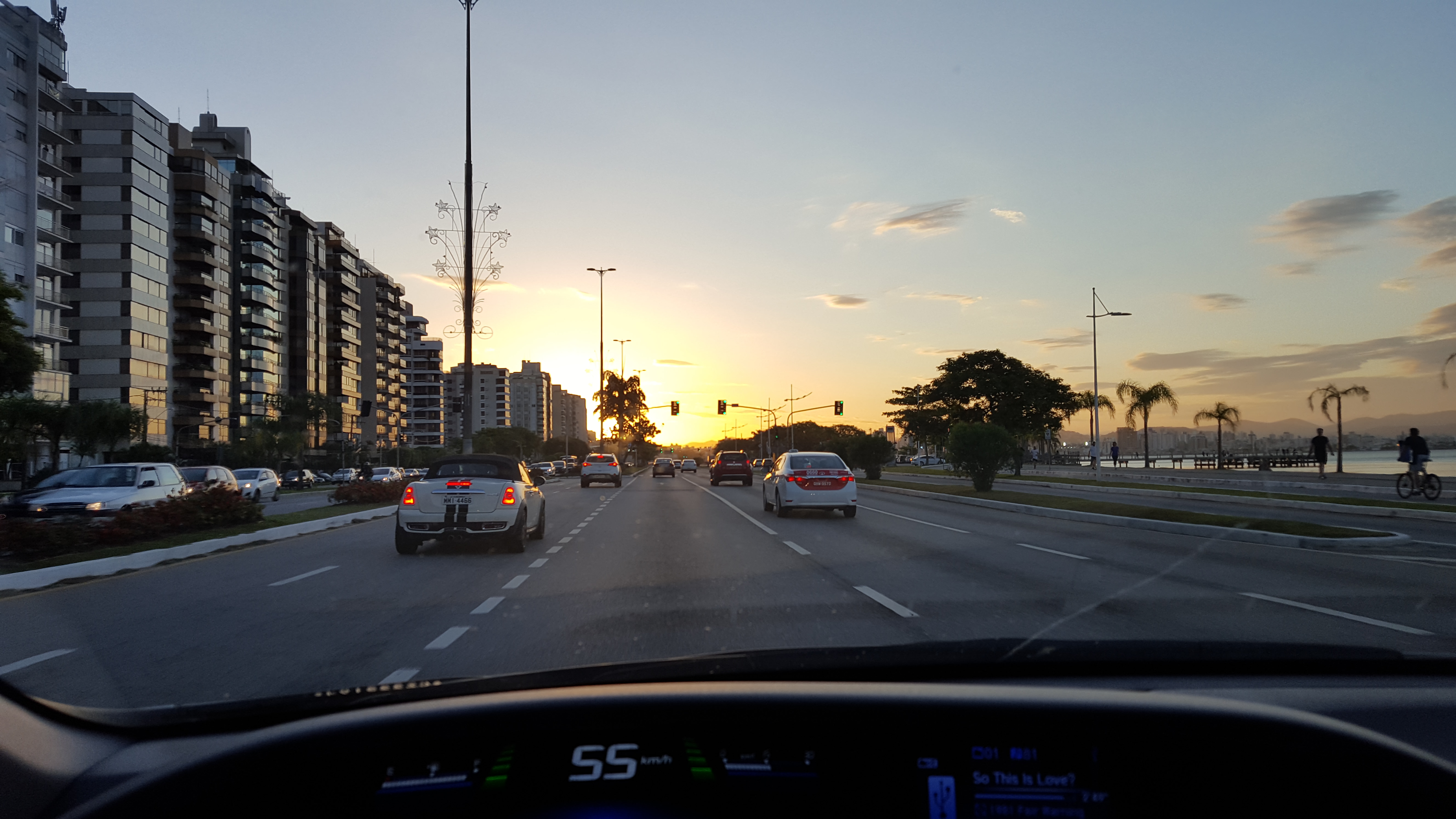
ブラジル
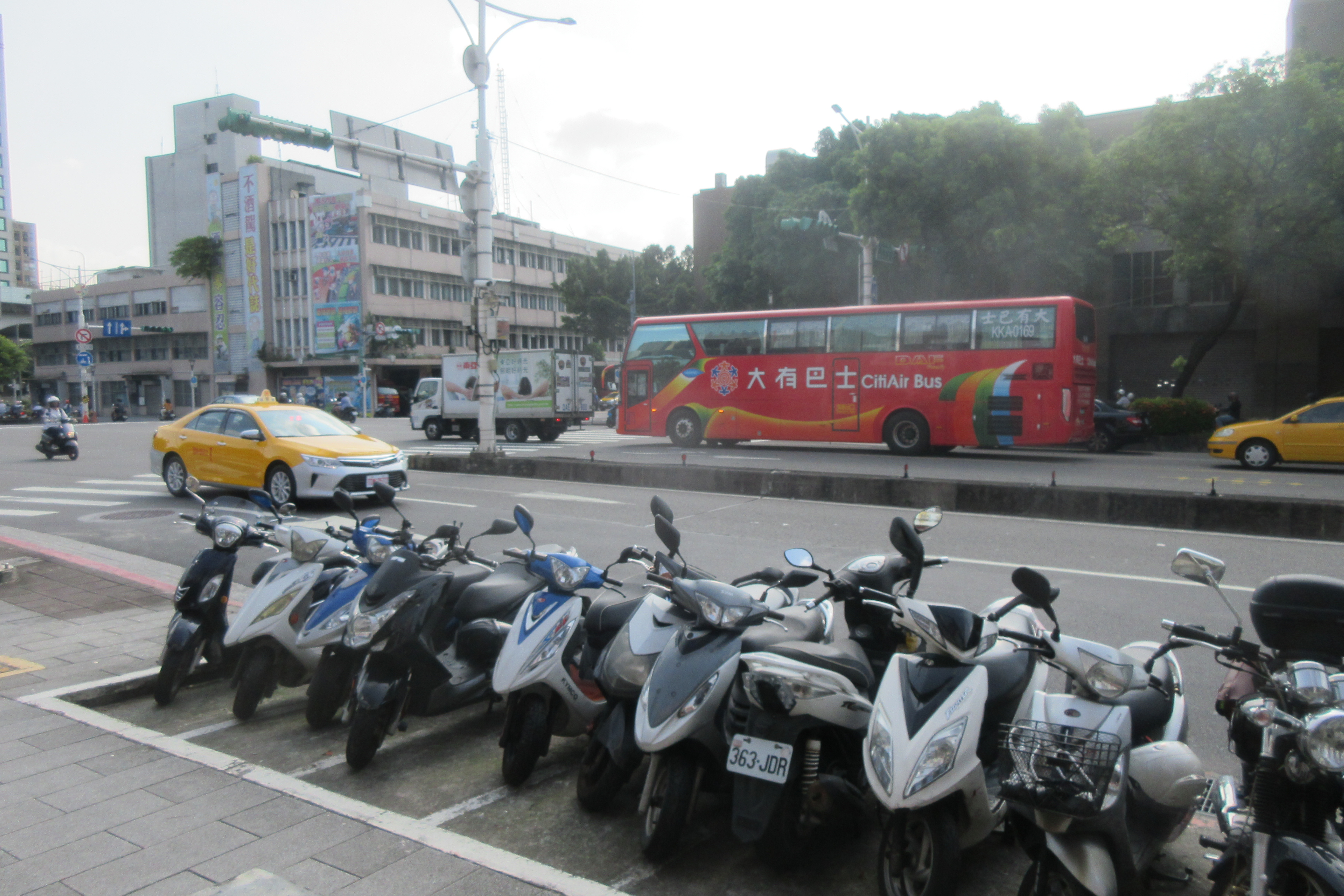
台湾
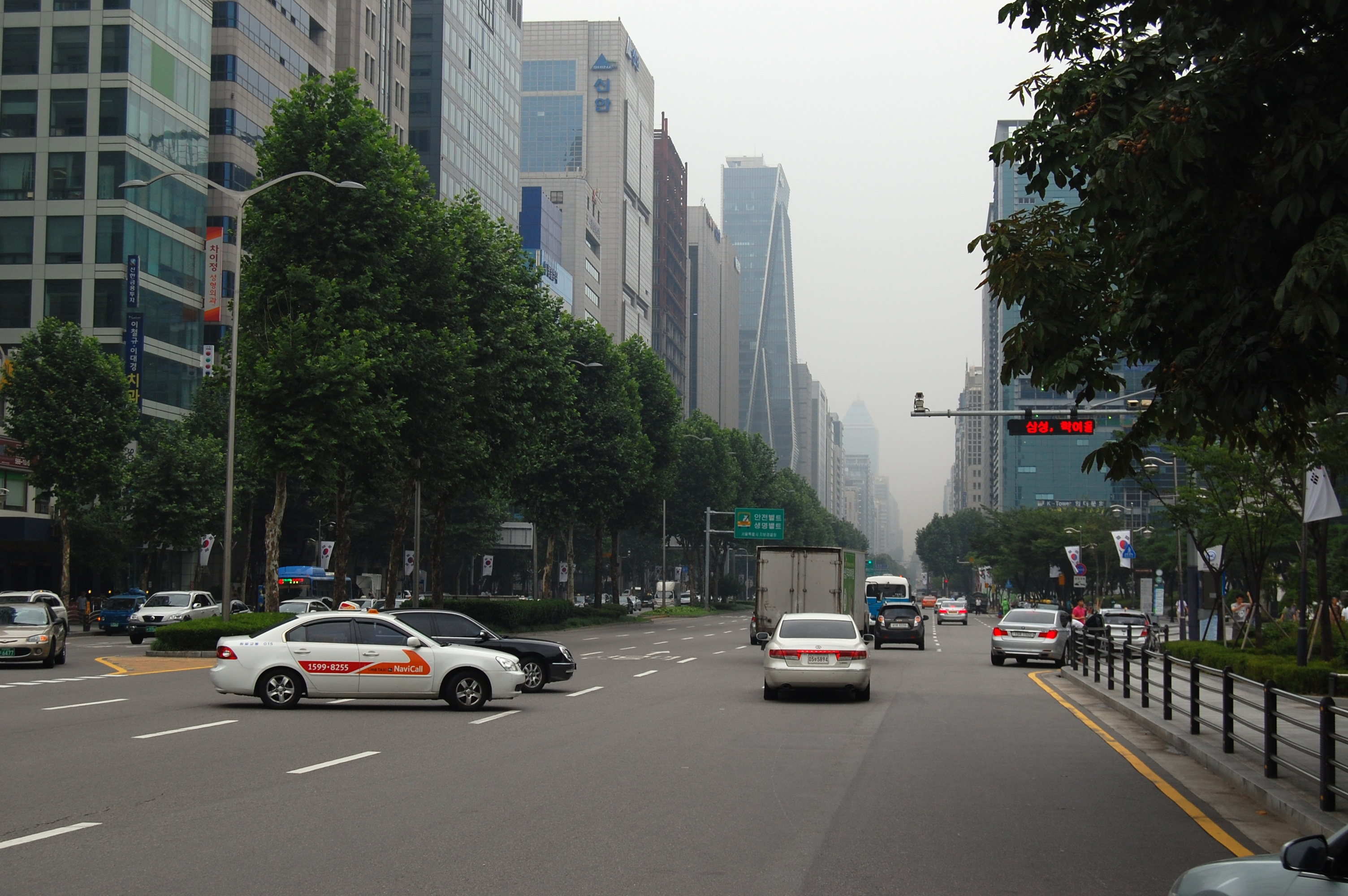
韓国

## 歴史
ローマ帝国の時代には左側通行が採用されていたという記録がある。
大陸ヨーロッパでは現在右側通行が主流であるが、馬車の馭者は右手で鞭を振るうため、対向する馬車に鞭を当てないために自然と右側通行になったという説がある。また1789年のフランス革命の際に、それまでアンシャン・レジームで王権と結託していたカトリック教会に市民らが反発し、教会が定めていた左側通行に（あえて）対抗して右側通行にし、その後、ナポレオンがヨーロッパ各地を占領していったことでフランス流の通行方式が普及した、といった説もある。
アメリカ合衆国の右側通行は、道路行政を担当した官僚が自分の出身地に合わせたという説や、18世紀後半にイギリスから独立した記念に（イギリスと反対の方式に）転換した、とする説などがある。しかし、どの説も決め手に欠け、なぜ左／右側通行になったのかはっきりとわかっていない。
初期の自動車の多くは左右の通行側に関係なく右ハンドルであった。これは、当時の車の多くは操作レバーがボディ横から伸びており、それを操作するのに都合が良いためである。右側通行の国で左ハンドル車が一般化するのはフォード・モデルT（T型フォード）が登場する1908年からであるが、それ以降も保守的な一部の高級車は右ハンドルを堅持し続けていた。

### 日本
日本では警視庁が1900年（明治33年）6月21日に道路取締規則を制定し、左側通行を初採用した。原案を作成した松井茂警視庁第二部長（交通警察責任者）は「特別な理由や研究に基づいたものではない。古来日本では武士が左腰に大小を差していたため...自然に左側を通る習慣がついたという説があり、また、明治22年（1889年）制定の『人力車営業取締規則』では、車馬が行き合うときは、互いに左に避けることになっていたことなどを参考として...」などと述べている（『警察協会雑誌』大正13年6月号）。通行側採用の理由に明治政府が、イギリスの制度に範をとったためとする説は誤りである。左側通行制は、1920年（大正9年）12月、「内務省令第45号道路取締令」施行で全国的に行われることになった（警視庁編「警視庁史」、日本における道路交通法規の変遷「道路取締令」ほか）。

## 右側通行と左側通行の転換

右側通行
かつては左側通行だったが、現在は右側通行
左側通行
かつては右側通行だったが、現在は左側通行
かつては地域によって通行区分が異なっていたが、現在は右側通行に統一

20世紀初頭から第二次世界大戦前後にかけて、主に左側通行から右側通行への転換が行われた事例が各地で存在する。しかし、交通インフラが整備された国家・地域での左右交通区分の転換は、住民への周知徹底、信号機や道路標識の全面的変更、道路の構造変更、乗車扉を変更するためのバスの更新など、多大な費用と事故の危険が伴うため、自動車が普及した20世紀中期以降、転換が行われることは少なくなった。

### 左側通行から右側通行へ
- 1867年までイギリスの植民地であったカナダは、自動車は左側通行であったが、アメリカ合衆国と陸続きであることから、1920年代に右側通行へと変更した。
- ポルトガルは、1928年に左側通行から右側通行に変更した。ただし、旧ポルトガル植民地のモザンビークや東ティモール、マカオは変更されず左側通行を維持している。
- 同様に、オランダは19世紀初頭に左側通行から右側通行に変更したが、旧オランダ植民地のインドネシアやスリナムは変更されず左側通行を維持している。
- イギリスの海外領土であるジブラルタルでは、1929年6月16日に本国同様の左側通行から隣国スペインに合わせて右側通行へ変更された。（ジブラルタルの交通#道路も参照）
- チェコスロバキアやハンガリーは、1930年から1940年代にかけて左側通行から右側通行に変更している。
- オーストリアは、1938年のナチス・ドイツによる独墺併合（アンシュルス）を機に、左側通行からドイツ同様の右側通行に変更した。
- 中国本土では、上海などのイギリス租界や日本租界、関東州（大連）といった日本の租借地、また満洲国も左側通行であったが、1949年の中華人民共和国成立後は全土が右側通行に変更・統一されている。
- 台湾、パラオ、フィリピン、朝鮮半島の2か国（北朝鮮と韓国）などは、日本統治時代は日本式の左側通行であったが、第二次世界大戦後、右側通行に変更した。
- スウェーデンは1967年9月3日、自動車の通行区分を左側通行から右側通行に転換した（ダゲン・H）。
- ミャンマーは、1970年に旧宗主国であるイギリスからの制度であった左側通行を右側通行に変更した。ミャンマーの場合、国境線は右側通行諸国（中国、ラオス）と左側通行諸国（タイ、インド、バングラデシュ）の双方と接しているが、左側通行の国とのほうが遙かに距離が長く通行量も多いため、右側通行に変更するメリットは少ない。変更の理由は、ミャンマー政府がイギリス式を嫌ったためとも指導者が占い師による助言を受け入れたためともされている。

### 右側通行から左側通行へ
- ナミビアとナウルは1918年、右側通行から左側通行に転換した。
- 日本の沖縄県は第二次世界大戦後にアメリカ軍の統治下に置かれ、左側通行から右側通行に変更されていた。1972年に日本復帰を果たした後、1978年7月30日、日本本土に合わせてアメリカ統治以前の左側通行に戻した（730〈ナナサンマル〉）。なお、アメリカは沖縄を日本に返還した後も在日米軍基地を有しているが、基地はアメリカ領ではなく日本領であるため、基地内の交通は日本に合わせて左側通行を採用している。
- サモアは2009年9月7日、自動車の通行区分を従来の右側通行から左側通行に変更した。これは同国の自動車普及において、左側通行のオーストラリアやニュージーランドが地理的に近いため、それらの国から右ハンドルの中古車を輸入することが低コストになるということが大きな理由とされる[10]。

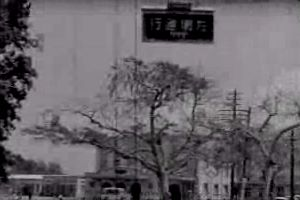
日本統治時代の台湾における「左側通行」の道路標識（台南駅にて）。
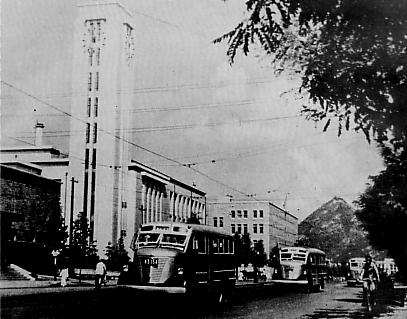
日本統治時代の朝鮮の京城府太平通（現在のソウル特別市太平路）。統治国日本に合わせて、当時は左側通行であった。
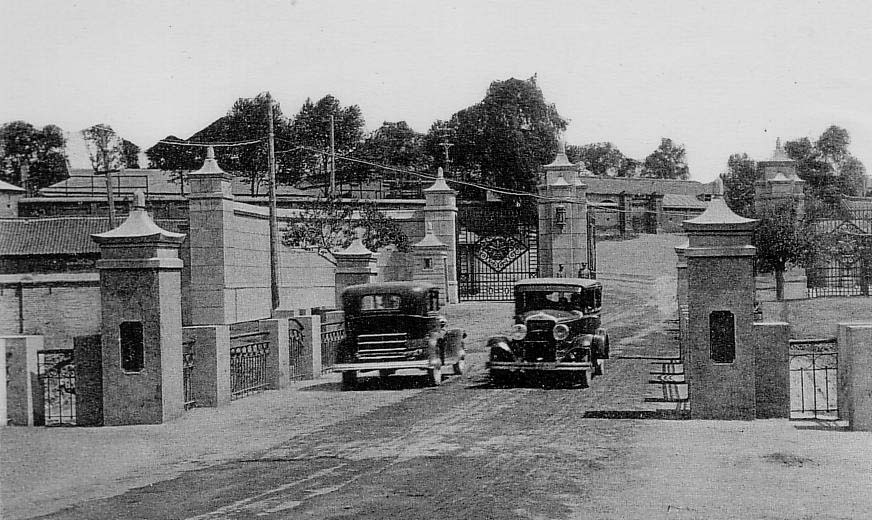
満州国新京の宮内府に出入りする車両。統治国日本に合わせて、当時は左側通行であった。
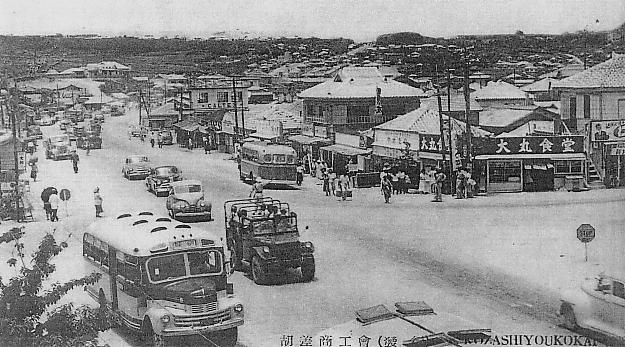
アメリカ統治時代（日本復帰前）の沖縄のコザ十字路。統治国アメリカに合わせて、当時は右側通行であった。
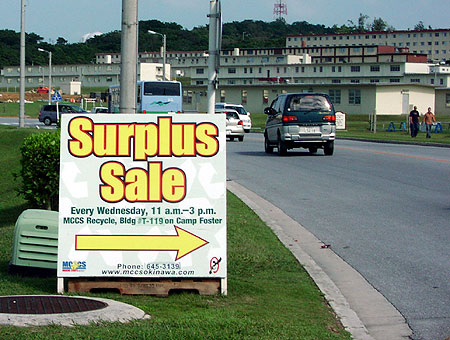
沖縄返還後の沖縄本島にある在日米軍基地「キャンプ・フォスター」の敷地内道路。所属国日本に合わせて、基地内であっても左側通行である。

## 右側通行の国と左側通行の国が接する場合

右側通行と左側通行の切り替えを指示する道路標識。タイ王国とラオス人民民主共和国を繋ぐ友好橋の標識。

世界の大部分の国々は大陸にあり、多くが互いに陸続きとなっており、特に右側通行の国と左側通行の国が隣合わせにある場合、両国の道路の接続点で右側通行・左側通行をどのように変換するかということは、ちょっとした課題となる。

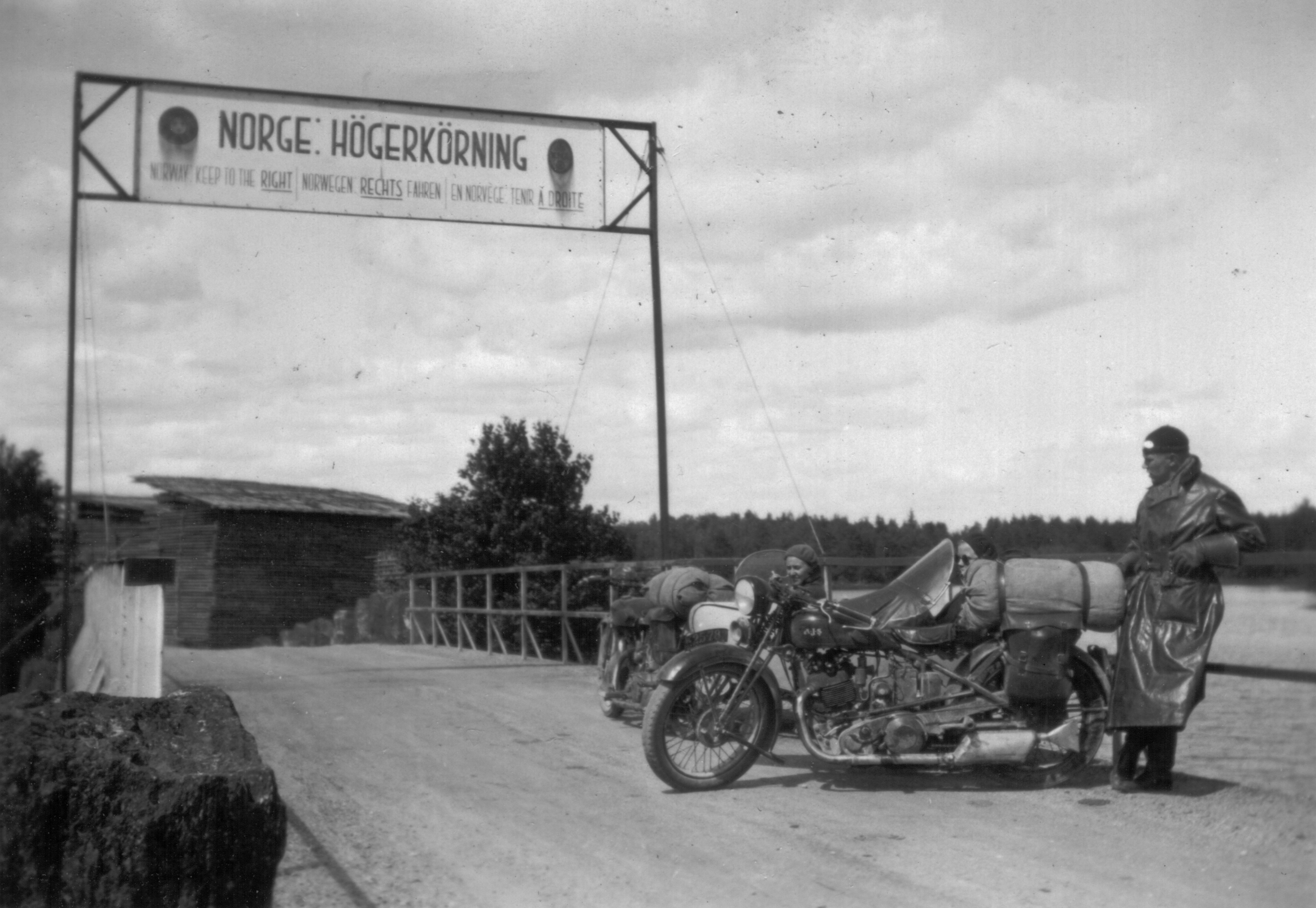
スウェーデンとノルウェーの国境の、右側通行・左側通行が変更になるとの表示（1934年）。

## 右側通行仕様・左側通行仕様（左ハンドル・右ハンドル）

右側通行仕様の自動車と左側通行仕様の自動車では、ヘッドライトの照射パターンも異なっている。逆仕様の自動車のヘッドライトを修正せず走行すると、ヘッドライトに関する法規に違反することになり、また対向車のドライバーの目を眩ませ多大な迷惑をかけ、対向車の運転ミスを誘発し正面衝突事故の原因ともなる。

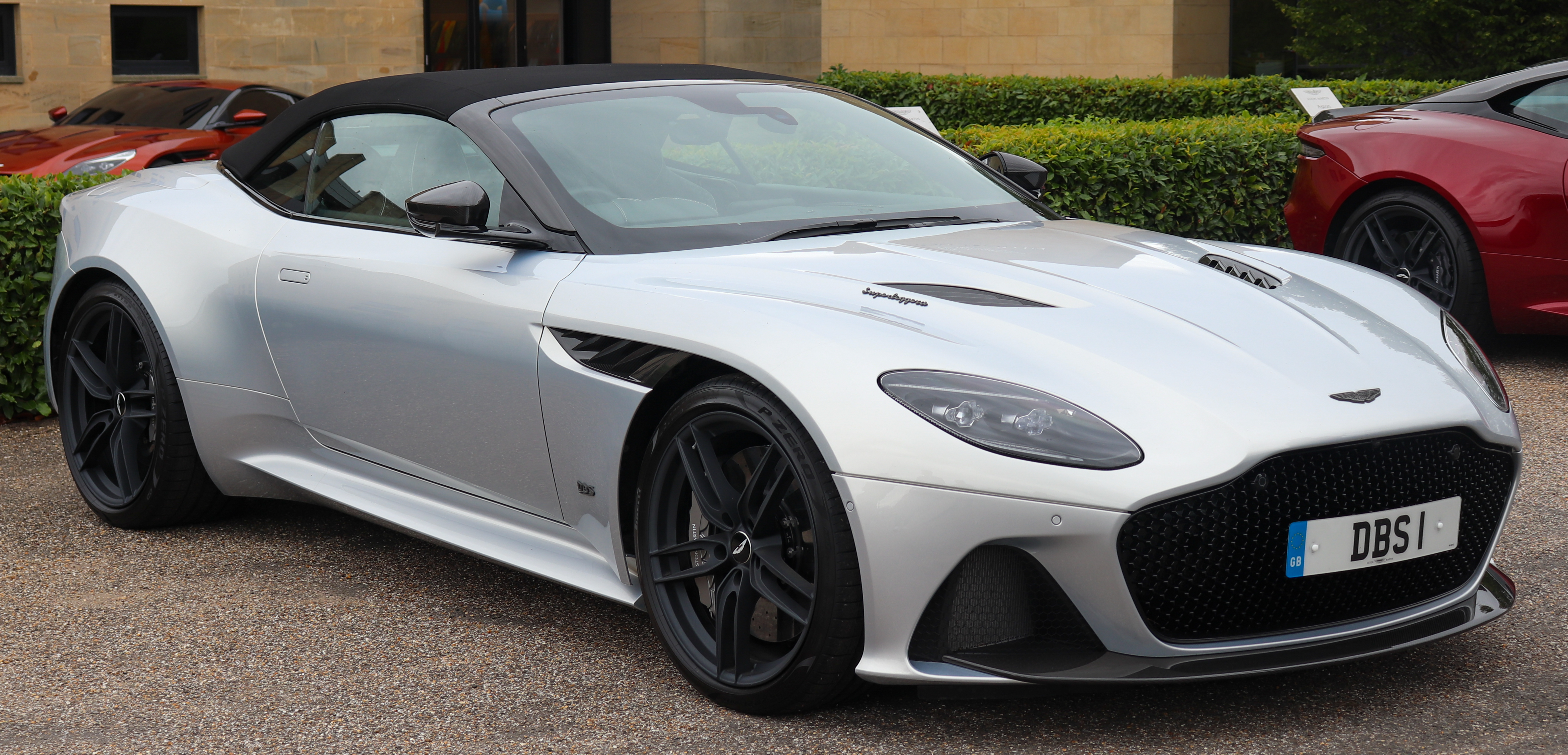
右ハンドル車（左側通行の国イギリスの工場前で撮影されたアストン・マーチン）

右側通行・左側通行とハンドルの左右位置には大きな関係があるので、それについても説明する。

### 原則
自動車のハンドル位置は通常、左側通行の国では右ハンドル車（運転席は進行方向右側）、右側通行の国では左ハンドル車（運転席は進行方向左側）が使用される。すなわち、運転席の位置はそれぞれ道路の内側となる。これは車両すれ違い時の安全性や、右左折および追い越し時などの視界、対向車の確認のしやすさなどを考慮した結果であり、デファクトスタンダードともなっている。ただし、ホイールローダーなどの建設機械を除く（後述）。

### 法規制

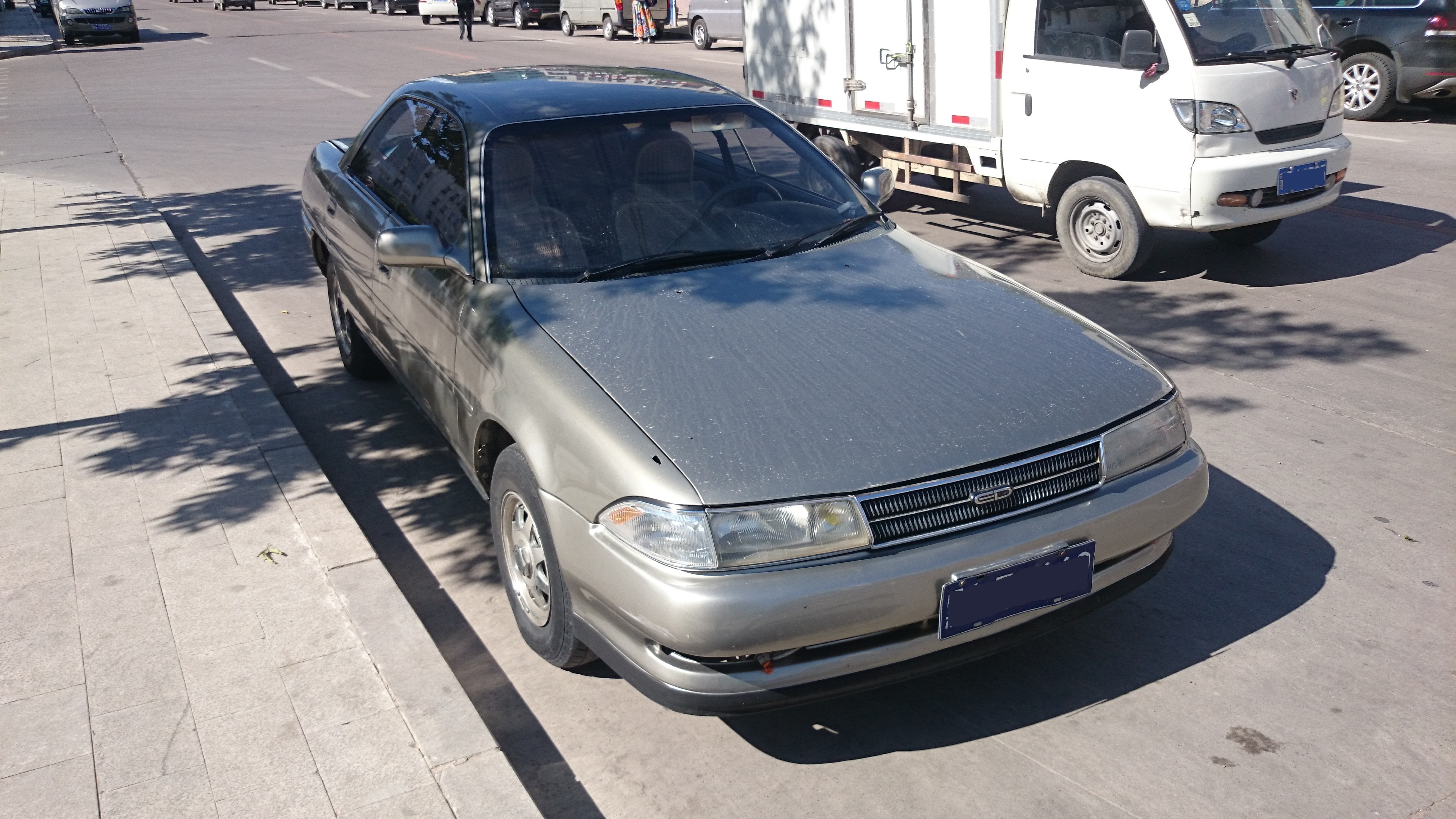
左ハンドルに改造された日本製自動車（トヨタ・カリーナED）
本来は日本国内専用車のため右ハンドルしか存在しないが、輸出先（中国本土）は右ハンドル車が登録不可のため左ハンドルに改造されている。

逆位置の自動車の登録や走行を認めない国も多く、他国に車両を輸出する自動車メーカーは、同一車種について左右ハンドル両方の仕様を設計・製造することが一般的である。また、中古車を輸入した業者などが、法規制に合わせるためにハンドル位置変更の改造を行うこともある（右画像）。  

### 例外
オールテレーンクレーンやホイールローダーなどの建設機械や一部の特種用途自動車（路面清掃車など）では、国に関わらず例外的に一貫して左ハンドル車を採用している。これは、左側通行の環境下において左折時の巻き込み事故や幅寄せ時の接触事故防止の観点からである。
左側通行時代のスウェーデンでは左ハンドル車が主流であった。
逆側を走行するルールになっている国から中古車を大量輸入している国では、ハンドルが標準的な位置とは逆位置の車が大量に走行している。たとえばロシア（極東）、モンゴル、ミャンマー、北朝鮮、アフガニスタンといった国々は右側通行であるが日本から中古車を大量に輸入しており、数多くの右ハンドル車が使用されている。一方、アメリカ領ヴァージン諸島は左側通行であるが、大半の自動車はアメリカ本国仕様に準じた左ハンドル車である。
自動車愛好家の中には、輸入車はブランドの母国と同じハンドル位置であることにこだわる者が一定数存在する。ただしこうした選択は日常の使用において不便を被ることになる。
右側通行の国家・地域の郵便自動車（郵便配達専用自動車）では、あえて右ハンドル車を採用している地域がある。主に、運転席に座ったまま配達できるから、という理由である。郵便物を道路沿いの郵便ポストに投函するにあたって、右ハンドル車であれば、運転手が運転席に居ながらにして済ませることができるからである。最もよく知られている例はアメリカの小型郵便自動車であるが、アメリカでは「なるべく外に出ないことが保安上の観点からも好ましい」という考え方もある。これに該当する居住地域では、郵便ポストの位置も道路沿いに配置するのが通例になっている。
左側通行であるオーストラリアのごみ収集車ではデュアル・コントロール（DUAL CONTROL）と呼ばれる両側運転台付きのトラックも存在しており、ごみ回収時はドライバーは左側に乗車し、歩道側に置かれているごみ箱を車内から自動サイドローダー（専用アーム）を操作して回収する。
右側通行諸国で製造されたレーシングカーの中にも右ハンドル車が存在する。これはル・マン24時間レースでの競技走行を念頭に置いて設計されており、レースの舞台となるサルト・サーキットが時計回りであるため、右ハンドルの方が視界の上で有利となるからである。